# Муда (термін)
Утрата Муда (яп. 無駄, Muda) — це японський термін, що означає «марнотратство або втрати». Він є складовою концепції «трьох М» (Muda, Mura, Muri), яка використовується в ощадливому виробництві для усунення неефективності. Муда позначає всі дії, що споживають ресурси, але «не створюють цінності» для кінцевого споживача.
Концепція Muda була впроваджена Таїті Оно у 1955 році в рамках Виробничої системи Тойота для оптимізації виробничих процесів. Основною метою усунення Muda є підвищення ефективності, зменшення витрат та покращення якості продукції.
Muda = Зайві витрати → Усунення Muda = Підвищення ефективності та якості.
| Прапор Японії | Це незавершена стаття про Японію. Ви можете допомогти проєкту, виправивши або дописавши її. |